# Белашова, Екатерина Фёдоровна
Екатери́на Фёдоровна Белашо́ва (Алексеева-Белашова) (1906—1971) — советский, российский скульптор-монументалист, график, педагог. Народный художник СССР (1963). Лауреат Государственной премии СССР (1967).

## Биография
Екатерина Белашова родилась 19 ноября (2 декабря) 1906 года в Санкт-Петербурге.
В 1923—1924 годах училась в Ленинградском художественно-промышленном техникуме (ныне Санкт-Петербургское художественное училище имени Н. К. Рериха) у В. В. Лишева, в 1926—1930 — в Ленинградском высшем художественно-техническом институте (с 1930 — Институт пролетарского изобразительного искусства, ныне — Институт живописи, скульптуры и архитектуры имени И. Е. Репина) у Р. Р. Баха, В. В. Лишева, В. Л. Симонова, А. Т. Матвеева. В 1930—1932 годах занималась в аспирантуре Институте пролетарского изобразительного искусства.
Работала главным образом в области станковой скульптуры.
С 1930 года — участница выставок. Экспонировалась на выставках: «XV лет РККА» (1933), начинающих молодых художников Москвы (1934), московских скульпторов (1937), «Молодые художники РСФСР» (1941), «Великая Отечественная война» (1943), Всесоюзных художественных выставках (1945—1947, 1949, 1950, 1954, 1955, 1957, 1958, 1961, 1965), «50 лет первой русской революции» (1956), «Москва социалистическая в произведениях московских художников» (1957), «Советская Россия» (1960) в Москве и других. Провела персональные выставки в Москве (1945, 1956, 1966).
В 1941—1952 годах преподавала в Московском институте прикладного и декоративного искусства. В 1952—1965 годах — профессор Московского высшего художественно-промышленного училища (ныне Российский государственный художественно-промышленный университет имени С. Г. Строганова). Профессор (с 1952).
В 1957—1968 годах — секретарь, с 1968 — первый секретарь Союза художников СССР. Член-корреспондент АХ СССР (1964).
Член ВКП(б) с 1945 года. Делегат XXIV съезда КПСС.
Умерла 9 мая 1971 года в Москве. Похоронена на Новодевичьем кладбище (участок № 7).

### Семья
- Муж — Михаил Гавриилович Белашов (1903—1941), скульптор. В начале войны ушёл в народное ополчение Москвы и погиб[2][3].
- Сын — Александр Михайлович Белашов (1933—2011), скульптор-анималист[3].

## Награды и звания
- Заслуженный художник РСФСР (1961)
- Народный художник СССР (1963)
- Государственная премия СССР (1967) — за серию скульптур («Мечтание», «Надежда Константиновна Крупская», «Александр Сергеевич Пушкин. 1937»)
- Орден Ленина (1966)
- Орден Трудового Красного Знамени (1960)
- Медаль «В ознаменование 100-летия со дня рождения Владимира Ильича Ленина»
- Медали
- Серебряная медаль Министерства культуры СССР (1958) — за композицию «Мечтание».

## Творчество
- Памятник В. С. Хользунову в Сталинграде (1940)
- Портрет Н. А. Добролюбова (гипс, 1942; бронза,1965)
- «Непокорённая» (гипс, 1943; бронза, 1957)
- «Портрет старика» (гипс, 1944; бронза, 1960)
- Памятник Сергею Спасокукоцкому в Москве совместно с В. В. Лишевым (1944)
- «Лежащая девочка» (гипс, 1947; бронза, 1958)
- «Мечтание» (мрамор, 1957—1958)
- Памятник А. С. Пушкину в Пушкинских горах (Псковская область) (бронза, 1959)
- Портрет Н. К. Крупской (бронза, 1959)
- Памятник К. А. Тренёву в Симферополе (бронза, 1950; установлен в 1960)
- «А. С. Пушкин. 1937 год» (бронза, 1964)
- «Моя дорогая» (бронза, 1964)
- «Пробуждение» (мрамор, 1967)
- «Шопен» (бронза,1968; мрамор, 1969)
- Проект памятника Н. К. Крупской в Москве (гипс, 1970)
- Памятник Крупской (Москва), (бронза, 1976)[3]

Произведения находятся во многих музейных собраниях, среди них — Государственный Русский музей, Государственная Третьяковская галерея, Государственный музей А. С. Пушкина, Ульяновский областной художественный музей и другие.